# Barranco del Bufadero
El Barranco del Bufadero o Barranco del Valle del Bufadero es un barranco del macizo de Anaga situado al nordeste de la ciudad de Santa Cruz de Tenerife en la cuenca hidrográfica o valle del mismo nombre, en la isla de Tenerife (Canarias, España). Administrativamente queda enmarcado en el municipio de Santa Cruz de Tenerife y se encuentra protegido en casi todo su recorrido bajo el espacio del parque rural de Anaga.
Tiene su nacimiento en la cumbre dorsal de Anaga, entre las elevaciones de La Atalaya y el Roque del Agua, siendo conocido en su primer tramo como Barranco de Valle Grande. Tiene una longitud de 7642 metros y desemboca en el Muelle del Este del puerto capitalino, después de recibir el aporte del barranco Valle Brosque.
A lo largo de su recorrido se encuentran las poblaciones de Catalanes, Valle Grande y el barrio de María Jiménez.
Su nombre proviene de un accidente geográfico que se ubicaba en su desembocadura, y que era una especie de pequeño géiser producido por la irrupción del mar en un hueco de la roca y el consiguiente desplazamiento ruidoso del aire a modo de bufido.
En su desembocadura se firmó en 1464 la llamada Acta del Bufadero entre el castellano Diego García de Herrera y varios menceyes guanches.